# Anania impunctata
Anania impunctata là một loài bướm đêm trong họ Crambidae.